# Karl Loës
Karl Loës (* 6. Juni 1877 in Stuttgart; † 21. Januar 1964) war ein deutscher Unternehmer.

## Werdegang
Nach Abschluss des Studiums übernahm er 1912 die Leitung des von seinem Vater 1887 erworbenen Schokoladen- und Kakaowerks Waldbaur in Stuttgart und entwickelte es zu einem der führenden Schokoladenhersteller im Deutschen Reich. Nach starker Zerstörung während des Zweiten Weltkriegs baute er das Werk nach Kriegsende wieder auf.
Loës war daneben ehrenamtlich als Handelsrichter tätig und jahrelang Vorsitzender des Fachverbandes der Süßwaren-Industrie in Baden-Württemberg, der ihn zum Ehrenmitglied des Vorstands ernannte. Der Verband der Deutschen Süßwarenindustrie ernannte ihn zum Ehrenvorstand.

## Ehrungen
- 1952: Verdienstkreuz (Steckkreuz) der Bundesrepublik Deutschland
- Ehrendoktor der Rechtsfakultät der Universität Breslau